# 144 Vibilia
Vibilia /vɪˈbɪliə/ (định danh hành tinh vi hình: 144 Vibilia) là một tiểu hành tinh lớn và tối ở vành đai chính. Nó là tiểu hành tinh lớn duy nhất trong nhóm tiểu hành tinh họ Vibilia. Ngày 3 tháng 6 năm 1875, nhà thiên văn học người Mỹ gốc Đức Christian H. F. Peters phát hiện tiểu hành tinh Vibilia khi ông thực hiện quan sát tại Đài quan sát Litchfield thuộc Đại học Hamilton ở Clinton, New York, Hoa Kỳ và đặt tên nó theo nữ thần Vibilia trong thần thoại La Mã.
Từ năm 1993 đến năm 2018, các nhà quan sát đã quan sát thấy 11 lần Vibilia che khuất một ngôi sao.